# Alter Teichweg (metropolitana di Amburgo)
La stazione di Alter Teichweg è una stazione della metropolitana di Amburgo, sulla linea U1, situata nel quartiere Dulsberg.

## Struttura
La stazione si trova sotto la Nordschleswiger Straße, all'incrocio con la Alter Teichweg, la via da cui prende il nome.

## Storia
La fermata è stata costruita come parte della sezione finale della metropolitana detta di Wandsbeker. I lavori sono iniziati nel 1961 e il servizio è iniziato nell'agosto del 1963. Su questa fermata non sono stati effettuati grandi lavori di ristrutturazione, cosicché si trova ancora nel suo stato originale. Solamente la biglietteria e i tornelli di accesso sono stati modificati. Anche gli emettitori automatici di biglietti sono stati modificati.
Dopo l'incendio della stazione Deutsche Oper della Metropolitana di Berlino è stata creata un'uscita di emergenza sul lato sud del marciapiede.